# 스타드 드 제를랑
스타드 드 제를랑(Stade de Gerland)은 프랑스 리옹에 위치한 축구 경기장이다. 올랭피크 리옹이 사용하다가 2016년부터 파르크 올랭피크 리요네로 이전하였다. 이 경기장은 축구 경기장 뿐만이 아니라 롤링 스톤스, 마이클 잭슨 등 유명한 가수들의 콘서트장으로도 활용되었다.

## 역사
1910년 리옹의 시장이었던 에두아르 에리어가 시에 종합 경기장을 짓기로 하였다. 1912년 지역 건축가인 토니 가르니에에게 경기장 건축을 맡기고, 1914년 기공되기 시작하였다. 그러나 제1차 세계 대전 때문에 공사는 중단되어야 했고, 1919년에야 독일의 전쟁 포로들을 동원하여 다시 기공을 시작하였다. 그리고 1926년 마침내 완공되었다. 스타드 드 제를랑은 원래 트랙을 끼고 있었지만 수용 인원을 50,000석으로 늘리는 대신 트랙을 제거하였다. 1984년 UEFA 유로의 경기장 기준에 맞추기 위하여 르네 가기스에 의해 약간의 보수 공사를 진행하였다. 1998년에는 FIFA 월드컵의 기준에 맞추기 위하여 다시 보수되었고, 관중석에 모두 좌석이 깔리게 되었다.
1950년부터 프랑스의 프로 축구 클럽 올랭피크 리옹이 홈구장으로 사용하기 시작하였다. 이 경기장에서 최다 관중 기록은 1982년에 AS 생테티엔과의 더비 경기였고, 48,552명이 입장하였다.

## 마르크비비앙 푀
이 경기장에서 열린 2003년 FIFA 컨페더레이션스컵 준결승전 카메룬과 콜롬비아와의 경기에서 카메룬의 미드필더 마르크비비앙 푀가 후반 30분경 갑자기 쓰러져 사망하였다.

## 기록

### 1998년 FIFA 월드컵
| 날짜            | 팀 1     | 스코어 | 팀 2       | 라운드 |
| --------------- | -------- | ------ | ---------- | ------ |
| 1998년 6월 13일 | 대한민국 | 1 - 3  | 멕시코     | E조    |
| 1998년 6월 15일 | 루마니아 | 1 - 0  | 콜롬비아   | G조    |
| 1998년 6월 21일 | 미국     | 1 - 2  | 이란       | F조    |
| 1998년 6월 24일 | 프랑스   | 2 - 1  | 덴마크     | C조    |
| 1998년 6월 26일 | 일본     | 1 - 2  | 자메이카   | H조    |
| 1998년 7월 4일  | 독일     | 0 - 3  | 크로아티아 | 8강    |

틀:올랭피크 리옹